# Victor De Doncker

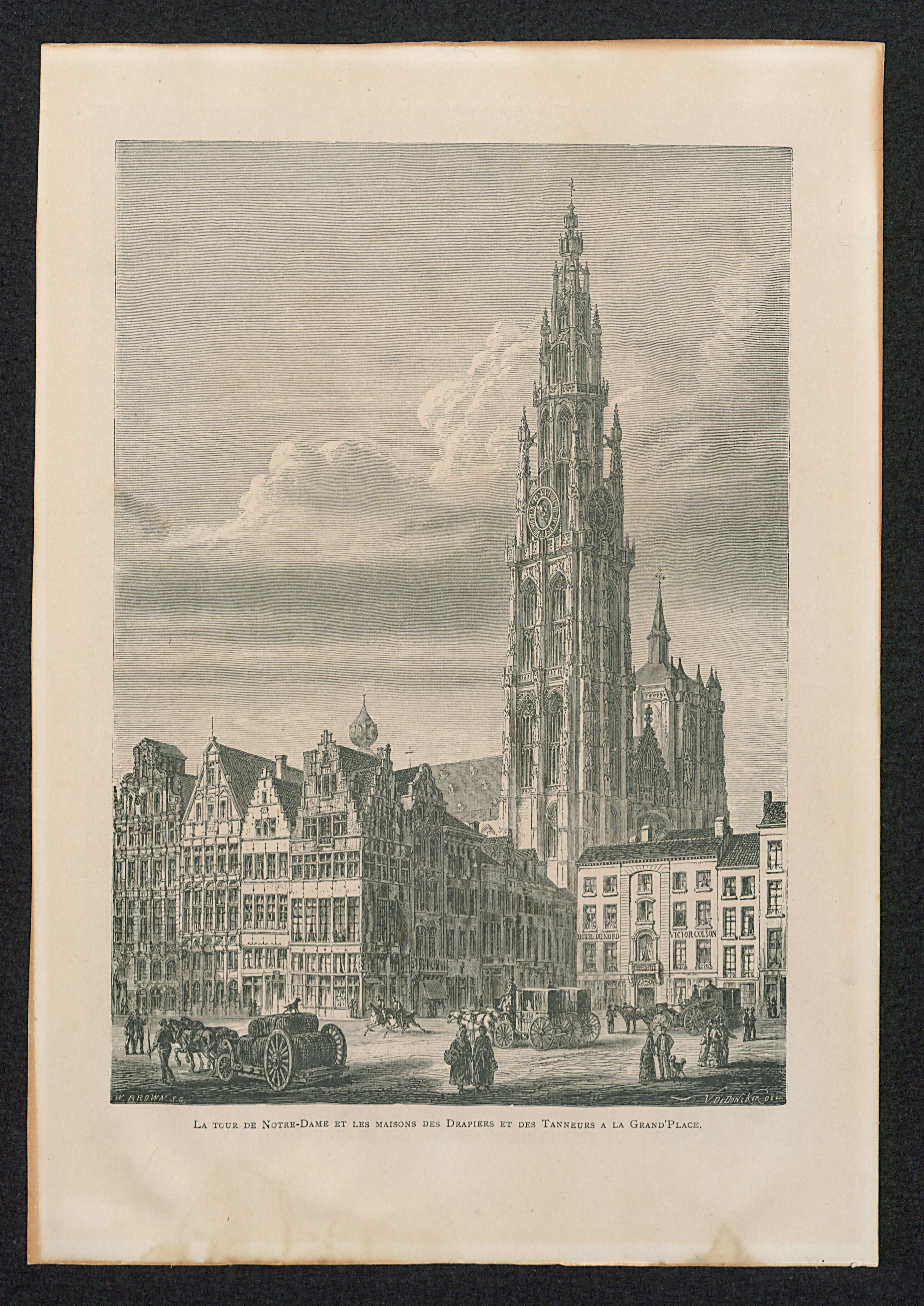
Een prent van Arthur William Brown gegraveerd door De Doncker (1888)

Victor De Doncker of Dedonker (Brussel, 19 mei 1827 - Elsene, 23 juni 1881) was een Belgisch tekenaar, graveur en lithograaf. Hij was betrokken bij de beginfase van L'Illustration Européenne.